# Jan Saudek

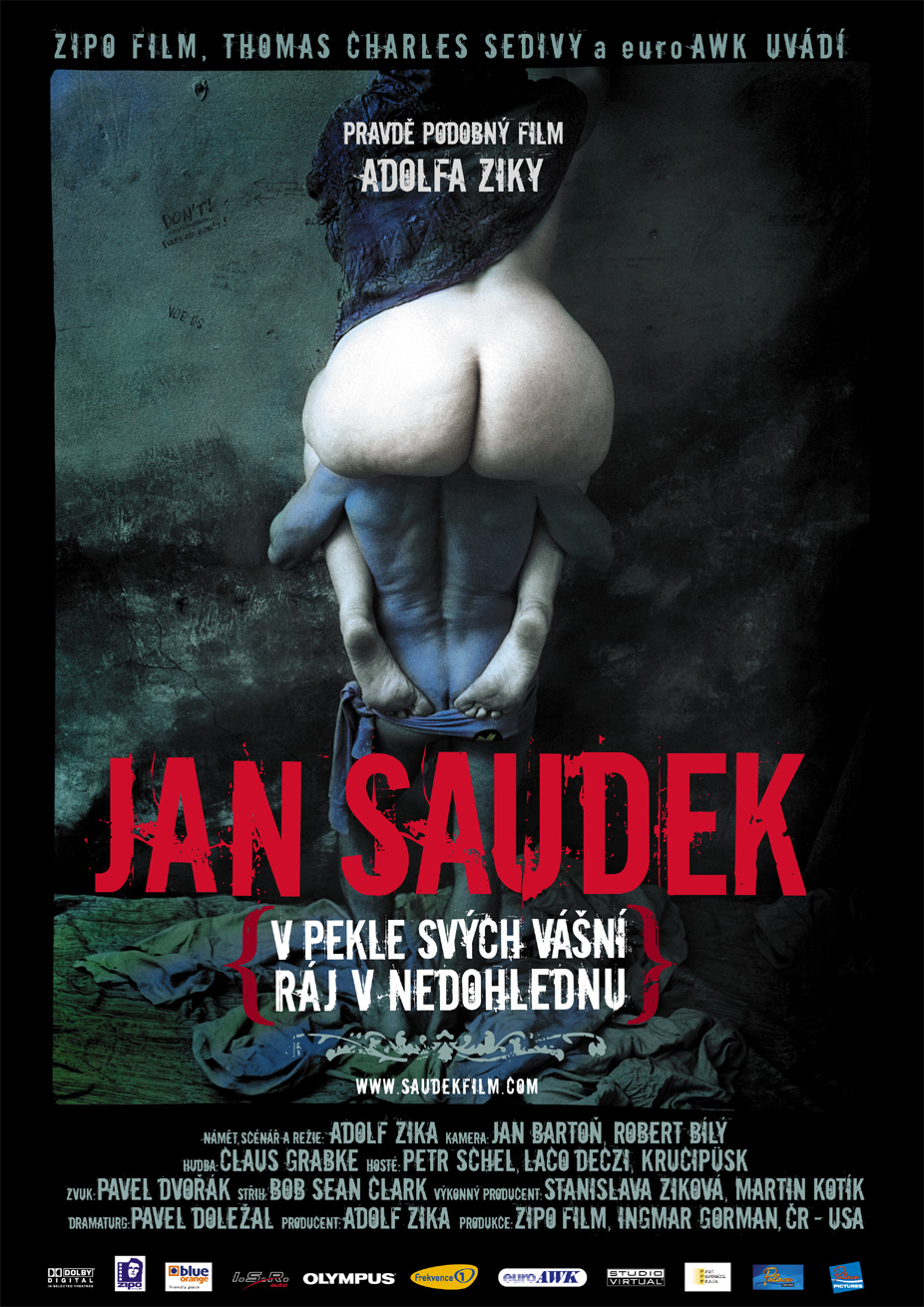
Adolf Zika: Jan Saudek – V pekle svých vášní, ráj v nedohlednu, celovečerní dokumentární film, 2007

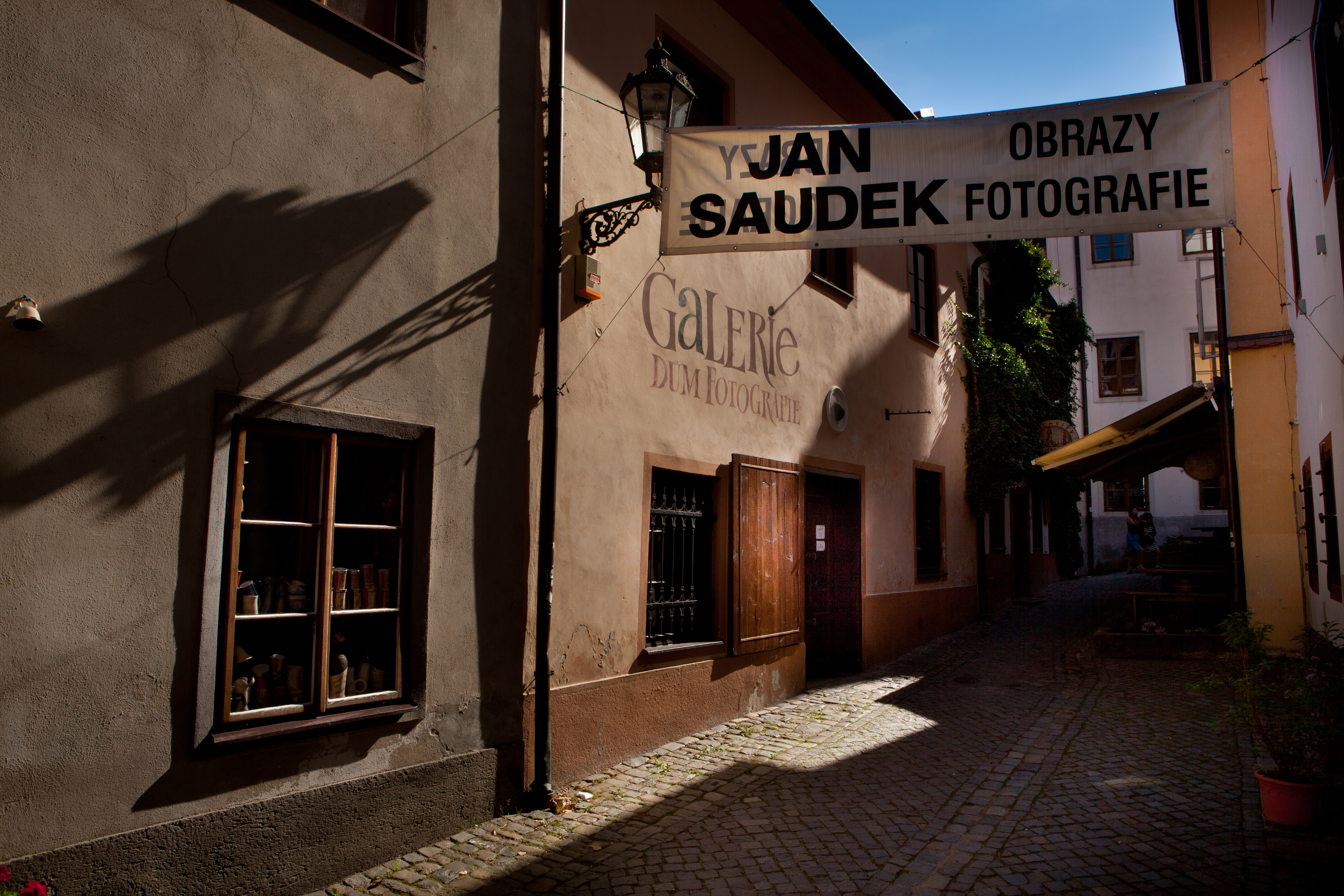
Dům fotografie Jana Saudka v Českém Krumlově, 2013

Jan Saudek (* 13. května 1935 Praha) je český umělecký fotograf, malíř a spisovatel. Patří mezi nejznámější české umělecké fotografy.
Jeho práce ovlivnila celosvětovou fotografii. Jedním z příkladů je jeho originální nápad vyfotit torzo polonahého muže v džínách, který na hrudi drží novorozeně (Život, 1966). Tato kompozice je reprodukována asi stejně běžně jako fotky školních tříd. Jeho původně zavrhovaný svět, komunisty nazývaný pornografií, dnes vstupuje do života běžných lidí, kteří jeho kompozice spontánně fotografují znovu a znovu. Umělecké vyjádření Jana Saudka „zlidovělo“.
Dlouhou dobu žil Jan Saudek v jediné přízemní místnosti, která mu sloužila také jako ateliér, kde u oprýskané zdi, s oknem vedoucím do dvora, nafotil nesčíslně modelů a modelek všech věkových a váhových kategorií, společenských postavení a osudů.
Většinu svých prací Jan Saudek ručně koloruje.
Uznání se mu v komunistickém Československu nedostalo, zato byl hojně vystavován a publikován v zahraničí. V době socialistického režimu byl Jan Saudek za svoji vizi režimem stíhán a perzekvován.[zdroj?]
Jan Saudek je rytířem Řádu umění a literatury, byly o něm natočeny dokumentární, a dokonce hrané snímky, jeho práce jsou vystavovány na všech kontinentech.
V roztržce s družkou Sárou ztratil Jan přístup k negativům svých fotografií, které jsou ke stažení, možná ve své celistvosti, na internetu zdarma.
Jan Saudek měl bratra-dvojče Káju Saudka.

## Stručný životopis
Dne 13. května 1935 se bankovnímu úředníkovi Gustavovi a jeho ženě v Praze narodila dvojčata Jan a Karel. Jan se narodil jako druhý „a to ho předurčilo být celý život číslo dvě“. V roce 1939, kdy začala druhá světová válka, byli Karel a Jan jako malé děti svědky německé okupace hlavního města. Otec Gustav, který žil ve smíšeném manželství, strávil tři měsíce v ghettu Terezín. Bratři v koncentračním táboře nikdy nebyli.
Jan studoval grafickou školu v Praze, od roku 1950 pracoval jako produkční fotograf v tiskárnách, a poté začal kreslit. Když dostal svůj první fotoaparát Kodak Beau Brownie, začal také fotografovat.
V letech 1954 až 1956 absolvoval povinnou vojenskou službu. Roku 1958 se oženil s Marií a měl s ní dvě děti, Samuela a Davida. Roku 1959 začal používat středoformátový fotoaparát Flexaret 6 × 6.
Doma poprvé vystavoval roku 1963 v Divadle Na zábradlí. Na konci 60. let odletěl do USA, kde se seznámil s Hughem Edwardem, šéfem oddělení fotografie v Institutu umění v Chicagu. Jeho první vlastní výstava se uskutečnila v University of Indiana v Bloomingtonu. V roce 1970 se Marie a Jan rozvedli. O dva roky později se na pozadí jeho fotografií objevila šedá a oprýskaná „Zeď“, která se stala typickým prvkem jeho tvorby.
Pracoval s nejrůznějšími umělci z celého světa. Vystavoval v Muzeu moderního umění v Paříži a vyšla jeho první monografie Svět Jana Saudka. Stal se členem Spolku českých malířů. Vystavuje převážně v zahraničních galeriích. Stálou expozici fotografií má v Českém Krumlově.
Roku 1990 získal francouzský umělecký Řád umění a literatury. Roku 2006 obdržel titul Artis Bohemiae Amicis, který uděluje Ministerstvo kultury za propagaci tuzemské kultury v zahraničí. Francouzský režisér Jerome de Missolz o něm natočil film Jan Saudek – český fotograf. V jeho životě má důležité místo jeho dlouholetá přítelkyně a zároveň manažerka Sára Saudková, která přijala jeho jméno, i když nebyli oddáni.

### Vztahy v rodině
Jan Saudek (* 13. květen 1935)
- Marie – manželé v letech 1958–1970
  - syn Samuel Saudek (* 1963)
    - Sára Saudková (roz. Šárka Směšná)
      - vnoučata Sára, Samuel, Jan, Oscar a Claudie.

  - syn David Saudek (* 1966)
- Marie
  - dcera Marie Havlenová Saudková (* 1978)
- Petra Šupová
  - syn Jindřich (* 2007 )
- Pavlína Saudková – současná manželka[4][5][6]
  - syn Matěj (* 18. únor 2007)
  - dcera Anna-Marie (* 2009)
  - dcera Josefína (* 23. leden 2015)[7]
- dále:
  - dcera Karolína (* 1968), syn Lukáš[8] a syn Jonatán[9]

## Podrobný životopis
Jan Saudek se narodil 13. května 1935 v Praze jako mladší dvojče Karla, dnes známého kreslíře. Jeho otce nacisté odvedli do koncentračního tábora v Terezíně. Z propagačních důvodů o sobě tvrdil, že byl s bratrem 6 týdnů v koncentračním táboře.
Po válce se Jan setkal s americkými komiksy a různými, tehdy ještě neznámými časopisy, kde se dozvídá o světových osobnostech, jako o Evitě Perónové, Margaret Bourke-Whiteové, Eugenu Smithovi či Gisèle Freundové, kterými se inspiroval.[zdroj⁠?!]
První poválečná léta se zajímal o české poválečné umění. V tomto období jej zaujal zpěvák Frankie Lain. Asi v průběhu roku 1950 dostal svůj první fotoaparát.[zdroj⁠?!]
O rok později aranžoval a koloroval jedny ze svých prvních fotografií. Nejprve se setkal s ostrou kritikou od lidí. Kupříkladu jejich rodinný lékař, kterému tyto fotografie Janova matka ukazovala, je okomentoval bez jakýchkoliv servítků, že je to hnusné, kýčovité a nemoderní. Kvůli tomu Saudek na čas přestal s fotografováním. Po několika letech se mu tyto obrázky dostaly do rukou a viděl je opět z jiného pohledu a úplně jinak. Nyní si všímal, jak jsou krásné a jak z nich je cítit dech mládí.[zdroj⁠?!]
V roce 1955 absolvoval základní vojenskou službu. Dnes vzpomíná, jak znovu zažil velký pocit bezmocnosti, neboť byl jednou při nočním vojenském cvičení vyslán s nějakou zprávou a uvízl v pasti drátů. Snažil se ze zamotaných drátů zoufale vyprostit. Tato bezmocnost jej prý provází po celý život.[zdroj?] Ke konci padesátých let začal být s bratrem ovlivněn Itálií, sledovali italské filmy a jezdili spolu na italském skútru.
Roku 1958 se oženil s Marií, od které dostal fotoaparát Flexaret 6 × 6, se kterým pracuje dodnes. V roce 1963 se manželům narodil syn Samuel a v roce 1966 syn David.
V šedesátých letech se mu dostal do rukou katalog výstavy Family of Man (Lidská rodina), která ho inspirovala, a předsevzal si, že takovou knížku o rodině člověka nafotografuje také. V této době také se začínala ve světě hudby objevovat jména zpěváků, jako jsou Roy Orbison, The Rolling Stones s jejich písněmi I can’t get no satisfaction, což udělalo na Jana obrovský dojem. Byla to doba rock and rollu, který rád tancoval.[zdroj⁠?!]
Ke konci šedesátých let začal cestovat, navštívil New York a mnoho významných míst, která na jeho tvorbu působila. Cestování a zvláštní způsob života se odrazil v tom, že když se vrátil domů z cest, děti ho nepoznávaly. V této době se zároveň setkal s legendárními jmény Simon & Garfunkel, jejichž melodie jej také inspirovaly.[zdroj⁠?!] V roce 1970 se Marie a Jan rozvedli.
V roce 1972 Saudek „našel zeď“. Na nápad použít ji jako pozadí na fotografiích ho přivedla tehdy začínající, později jeho nejznámější fotomodelka Evelyn Schloss (vlastním jménem Eva Šlosárová, * 1953). Všimla si zdi jako vhodného pozadí fotografie a navrhla Janovi použít ji, když ji Jan ve svém sklepním ateliéru v Koněvově ulici jakožto zeď nevzhlednou, vlhkou a plesnivou chtěl přemalovat. „Zeď“ se stala symbolem, který se později v jeho dílech často vyskytoval.[zdroj⁠?!] Přibližně o rok později Jan začal malovat a psát.
O jeho fotografiích panovalo prozatím jen naprosté mlčení, ale až mnohem později možná pochopil, proč tomu tak asi bylo – proto, že umělci zpravidla nebývají nikým pochopeni. V sedmdesátých letech prožil velice mnoho krátkých známostí, ze kterých má dokonce i několik dětí.[zdroj⁠?!]
V roce 1976 zemřel Saudkův otec.
Na konci 70. let se setkal s Gisèle Freundovou, která mu věnovala Rolleiflex, s nímž tehdy fotografovala Evitu Peronovou.[zdroj⁠?!]
Počátkem osmdesátých let dostal první velkou odměnu za své nadání ve výši tisíc dolarů, což se rovnalo jeho celoročnímu platu dělníka, jímž v této době ještě byl.[zdroj⁠?!] Po tomto úspěchu nastal obrat k lepšímu a zároveň skončila jeho každodenní práce v továrnách. Zapříčinila to skutečnost, že k jeho velké radosti dostal legitimaci Fondu československých výtvarných umělců. A právě od té doby se cítil „na svobodě“.[zdroj⁠?!]
V těchto letech se poprvé ocitl na nudistické pláži a byl ohromen, jak jsme, my lidé, krásní a „naprosto ubozí“. Z nudistické pláže načerpal velkou inspiraci pro své fotografie.
V 1985 roce mu byl přidělen malý podkrovní byt, kde měl jen věci nezbytné pro svůj život – fotokomoru, postel a stůl.[zdroj⁠?!]
Rok poté se pokusil o sebevraždu, která se mu nepodařila. V roce 1987 se mu narodilo další dítě, s jinou ženou. Také tohoto léta jednou uprostřed noci potkal svou kdysi nejmilejší dceru Karolínu. Nepoznali se navzájem, naposledy ji viděl před mnoha lety jako dítě. Podle vlastních slov pak s Karolínou udržoval od konce 80. let incestní vztah. Dcera s ním měla otěhotnět a podstoupit potrat.
O několik let později došlo k tomu, že mu členové rodiny zabavili negativy a začali ho vydírat, byli si velice dobře vědomi, co tyto negativy pro Saudka znamenají. Po pěti měsících dostal své negativy zpět, ale čas bez nich pro něho byl prý ten nejhorší v jeho životě.
V roce 1988 se stal kandidátem Svazu výtvarných umělců a v tomto roce se snažil tvořit trochu jinak, a to se symboly lásky, oddanosti, věrnosti apod. V osmdesátých letech se v jeho snímcích vyskytují protikladné pocity – vztahy lásky a nenávisti, upřímnosti a falše, krásy a ošklivosti, mládí a stáří.
Ve svých dílech zobrazoval všechno, co se týkalo štěstí, rodinného domova. Počátkem devadesátých let byl Saudek velmi populární.[zdroj⁠?!]
Jan Saudek byl vybrán filmovou společností Febio pro projekt GEN (100 Čechů dneška). O několik málo let později vystavoval své fotografie naposledy ve své vlasti. Z výstavy byl výtěžek 7 milionů 200 tisíc korun. Tuto částku dal Jan na dobročinné účely.[zdroj?]
Jednou se také účastnil narození dítěte, po kterém si uvědomil a pochopil, že všechno ostatní, co doposud považoval za závažné a důležité, bylo naprosto nepodstatné, a konečně poznal, co je ve skutečnosti láska a mateřství.[zdroj?] V roce 2005 nakladatelství Slovart vydalo výpravnou knihu Saudkových obrázků, současně jeho přítelkyně Sára připravila a uspořádala k jeho 70. narozeninám jako dárek velkou výstavu. Kniha se okamžitě vyprodala a Saudek zažívá úspěchy. Přestože původně už v Čechách nechtěl vystavovat, v roce 2005 proběhla v domě U Bílého jednorožce na Staroměstském náměstí přehlídka jeho tvorby The Best of Jan Saudek.
V roce 2006 dostal za šíření dobrého jména vlasti v zahraničí od ministra kultury vyznamenání Artis Bohemiae Amicis, které dostal spolu se spisovateli Vladimírem Körnerem a Milanem Kunderou. Portrétoval známé osobnosti včetně sta členů činohry, baletu a opery (2006).
V roce 2014 si na českém velvyslanectví v Pekingu vzal dlouholetou přítelkyni a matku svých dětí, novinářku Pavlínu Saudkovou.
V lednu 2015 manželka Pavlína porodila třetí dítě, holčičku Josefínu.
Dne 25. června 2015 zemřel bratr Kája Saudek.
V komunálních volbách v roce 2018 do Zastupitelstva hlavního města Prahy kandidoval z pozice nestraníka jako lídr hnutí PLUS, a tudíž byl i kandidátem tohoto hnutí na post primátora města. Hnutí se však do zastupitelstva nedostalo.
V roce 2019 byl oceněn státním vyznamenáním, medailí Za Zásluhy.

## Tvorba
Většina fotografií je kolorovaná. V počátku tvorby fotografoval sebe a fotografie inscenoval. Věnoval se zachycení mateřství a otcovství, objektem fotografování byli synové David (* 1966) a Samuel.
V osmdesátých letech 20. století jeho tvorbě dominovala „Zeď“. Jeho díla byla erotičtější a provokativnější. Vyjadřovala vztahy mezi mužem a ženou, a to jak lásku a přitažlivost, tak nenávist až agresivitu. Námětem jeho fotografií byly mladé dívky, dospělé krásné ženy, i obtloustlé starší dámy.
V devadesátých letech 20. století pracoval na cyklu „Karty“, což byly polonahé ženy naproti sobě spojené v pase, podobně jako na hracích kartách. Dalším jeho oblíbeným motivem bylo otevřené okno a před ním žena, muž či milenci v různých situacích. V tomto období je jeho tvorba mnohem více erotická, živočišná až perverzní. Saudek je motivován těly žen různých tvarů, od příliš hubených, přes opravdu obézní až po deformovaná.
Jan Saudek není pouze fotograf, ale i malíř. Jeho malby jsou většinou inspirovány jeho fotografiemi. Dílo Jana Saudka je kontroverzní a provokativní, možná obsahuje i řadu sdělení a je snad také oslavou lidství.

## Výstavy
Jan Saudek je autorem celé řady samostatných i společných výstav.

### Samostatné
- 1963 – Divadlo Na zábradlí, Praha
- 1969 – University of Indiana, Bloomington (IN)
- 1970 – Louisville (KY)
- 1971
  - Bathouse Gallery, Milwaukee (WI), USA
  - Fotochema, Prague Funke’s Cabinet of Photography, Brno, Česko
  - Galerie výtvarného umění, Olomouc, Česko
  - Dům Pánů z Kunštátu, Brno, Česko
- 1972 – Fotochema, Praha, Česko
- 1973 – Exchange National Bank, Chicago (IL), USA
- 1974
  - Darkroom Workshop Gallery, Berkeley (CA), USA
  - La Photogalerie, Paříž, Francie
  - Shado Gallery, Portland (OR), USA
- 1975
  - Peter M. David Gallery, Minneapolis (MN), USA
  - Studentský Hostel, Brno, Česko
- 1976
  - Institut umění v Chicagu, Chicago (IL), USA
  - D.P.M. Gallery, Minneapolis (MN), USA
  - Jacques Baruch Gallery, Chicago (IL), USA
- 1977
  - Australian Centre of Photography, Sydney, Austrálie
  - Church Street Photo Centre, Melbourne, Austrálie
  - La Photogalerie, Paříž, Francie
  - National Gallery of Victoria, Melbourne, Austrálie
  - Photo Art, Basilej, Švýcarsko
  - Photo Center, Melbourne, Austrálie
  - Photogalerie/Bardavil, Paříž, Francie
  - Rencontres Internationales de la Photographie, Arles, Francie
- 1978
  - Cincinnati Art Museum, Cincinnati (OH), USA
  - Galeria II Diaframma, Milán, Itálie
  - Galerie im Riek, Essen, Německo
  - International Museum of Photography at George Eastman House, Rochester (NY), USA
  - Kresge Art Center, Michigan City (IN), USA
  - Photo Art, Basilej, Švýcarsko
  - Wroclawska Galerie Fotografie, Wroclaw, Polsko
- 1979
  - G. Ray Hawkins Gallery, Los Angeles (CA), USA
  - Galerie Fiolet, Amsterdam, Nizozemí
  - Galerie Paule Pia, Antverpy, Belgie
  - Pratt Manhattan Graphic Center, New York, USA
- 1980
  - Camden Art Centre, Londýn, Velká Británie
  - Church Street Photo Center, Melbourne, Austrálie
  - Equivalents Gallery, Seattle (WA), USA
  - Fine Art Exposition, Association of International Photography Art Dealers, New York, USA
  - FNAC Montparnasse, Paříž, Francie
  - Galerie Lichtblick, Dortmund, Německo
  - Photokina, Kolín nad Rýnem, Německo
  - „56/65… The Print Club 56th Annual International Competition“, Philadelphia, USA
- 1981
  - Cincinnati Art Museum, Cincinnati (OH), USA
  - Equivalents Gallery, Seattle (WA), USA
  - Images Gallery, Sun Valley (IL), USA
  - Jacques Baruch Gallery, Chicago (IL), USA
  - Kamp Gallery, Saint Louis (MO), USA
  - Keystone Gallery, Santa Barbara (CA), USA
  - Marcuse Pfeiffer Gallery, New York, USA
  - Portfolio Gallery, Lausanne, Švýcarsko
  - Second Annual Fine Art Photography Exposition, Association of International Photography Art Dealers, New York, US
- 1982
  - Art 1982 Chicago, International Art Exposition, Chicago (IL), USA
  - Evanston Art Center, Evanston (IL), USA
  - G. H. Dalsheimer Gallery, Baltimore (MD), USA
  - Het Pepertje, Depenbeeck, Belgie
  - The House of Cs Writers, Praha, Česko
  - Karin Steins Gallery, Frankfurt/M., Německo
- 1983
  - University of lowa Museum of Art, Iowa City (IA), USA
  - Wabash College, Crawfordsville (IA), USA
- 1984
  - Bei Liicht, Dudelange, Lucembursko
  - Jacques Baruch Gallery, Chicago (IL), USA
  - Musée national d'art moderne, Centre Georges Pompidou, Paříž, Francie
  - Watari Gallery, Tokio, Japonsko
- 1985
  - Alvar Aalto Museo, Jyväskylä, Finsko
  - Galerie Le Reverbére, Lyon, Francie
  - Münchner Stadtmuseum, Mnichov, Německo
  - Suomen Valoku Vataiteen Museum, Helsinki, Finsko
  - VALR, Little Rock (AR), USA
- 1986
  - A Gallery of Fine Photography, New Orleans(LA), USA
  - Centre national de la photographie, Paříž, Francie
  - Fotografie Forum Frankfurt, Frankfurt/M, Německo
  - Kicken Gallery, Kolín nad Rýnem, Německo
  - Théâtre des Réalités, Caves Ste Croix, Metz, Francie
  - Torch Gallery, Amsterdam, Nizozemí
- 1987
  - Fotografie Forum, Bremen, Německo
  - Muzeum moderního umění města Paříže, Paříž, Francie
  - Robert Koch Gallery, San Francisco (CA), USA
- 1988
  - Primavera Fotografica, Barcelona, Španělsko
  - The Second Israeli Photography Biennale, Museum of Art, Em Harod, Israel Urbi et Orbi, Paříž, Francie
- 1989
  - Fotografie Forum Frankfurt, Frankfurt/M, Německo
  - Galerie Nikki Diana Marquardt, Paříž, Francie
  - In Extremis, Strasbourg, Francie
  - Jan Kesner Gallery, Los Angeles (CA), USA
- 1990
  - Rencontres Internationales de la Photographie, Arles, Francie
  - Robert Koch Gallery, Los Angeles (CA), USA
  - Jokohama Gallery, Jokohama, Japonsko
- 1991
  - Ambrosiana, Brno, Česko
  - Galerie Steltman, Amsterdam, Nizozemí
  - Musée national d'art moderne, Centre Georges Pompidou, Paříž, Francie
  - Nicky Akehurst Gallery, Londýn, Velká Británie
  - Portfolio Gallery, Londýn, Velká Británie
- 1992
  - Galerie Le Réverbere, Lyon, Francie
  - Galerie Municipale du Chateau d'Eau, Toulouse, Francie
  - Galerie Thierry Salvador, Paříž, Francie
  - Gallery Steltman, Amsterdam, Nizoezmí
- 1993
  - Art Temporis, Klagenfurt, Rakousko
  - Galerie David, Bielefeld, Německo
  - Galerie Faber, Vídeň, Rakousko
  - Galerie Objekte, Mnichov, Německo
  - Gallery of the City of Bratislava, Bratislava, Slovensko
  - Vision Gallery, San Francisco (CA), USA
- 1994
  - Galerie Aura, Olomouc, Česko
  - Gallery for fine Photography, Gdansk, Polsko
  - In Focus, Kolín nad Rýnem, Německo
  - Parco Gallery, Tokio, Japonsko
  - Prinz, Tokio, Japonsko
- 1995
  - Gallery for Fine Photography, New Orleans (LA), USA
  - Galerie 4, Cheb, Česko
  - Galerie Objekte, Mnichov, Německo
  - Krisal Gallery, Geneve, Švýcarsko
  - Michalský Dvor Gallery, Bratislava, Slovensko
- 1996
  - Krisal Gallery, Geneve, Švýcarsko
  - Muzeum Umění, Olomouc, Česko
- 1997
  - Edelman Gallery, Chicago (IL), USA
  - Galerie du Chateau d’Eau, Toulouse, Francie
  - Kamera – und Fotomuseum, Mölkau, Německo
  - Ken Damy Museo, Milán, Itálie
- 1998
  - Bergamot Station Arts Center, BGH Gallery, Los Angeles, USA
  - Centre Interréginal de Conversation du Livre, Arles, Francie
  - Galerie für Fotografie, Rotenburg, Německo
  - Michalský Dvor Gallery, Bratislava, Slovensko
  - Obecní Dům, Praha, Česko
  - Vrais Reves, Lyon, Francie
- 1998–1999
  - BGH Gallery, Santa Monica, USA
  - The Museum of Photography, Tel-Hai, Izrael
- 1999
  - Stills Gallery, Sydney, Austrálie
  - Galerie Mennour, Paříž, Francie
  - Photographic Centre Kuopio, Finsko
- 2000
  - Louvre, Paříž, Francie
- 2001
  - Galerie Mennour & Le Centre Tcheque, Paříž, Francie
- 2004
  - Cowparade Praha 2004 – kráva „Noc a den“, Praha, Česko
- 2005
  - Zámecká galerie, Praha, Česko
- 2005–2006
  - Retrospektivní výstava fotografií zahrnující 50 let Saudkovy tvorby. Výstava je unikátní rozsahem i výběrem vystavených děl, neboť předvádí přes 150 fotografií, a to i velkoformátových či dosud nepublikovaných; Dům U bílého jednorožce, Praha, Česko
- 2006
  - Saudkova výstava obrazů, Prachatice, Česko
- 2013
  - Retrospektivní výstava fotografií, Galerie Malá Synagoga, Trnava, Slovensko

### Společné výstavy
- Das Aktfoto, Münchener Stadtmuseum, Mnichov (1985)
- Photographie Progressive en Tchécoslovaquie 1920–1990, Galerie Robert Dois-neau, Vanoeuvre – les-Nancy, Francie (1990)
- Tschechoslowakische Fotografie der Gegenwart, Muzeum Ludwigových, Kolín nad Rýnem (1990)
- Kobe International Fashion Photographies Exhibition, Kóbe, Japonsko (1993)
- Fotofeis, Skotsko, Velká Británie (1995)
- Certainty and Searching in Czech Photography of the 1990s, Pražský hrad, Praha (1996)
- Czech and Slovak Photography from between the Wars to the Present, Fitchburg Art Museum, Fitchburg (MA) (1996)
- Fotofeis, Scottland Month of Photography, Paříž (1997)
- Zärtlicher Blick auf schöne Damen, Museum Ludwig, Kolín nad Rýnem (1997)
- Jan Saudek + Mirek Raboch, „Pod věží“, Třeboň, Česko (2004)
- Jan a Sára Saudkovi, 3. ročník prestižního veletrhu výtvarného umění ART PRAGUE, Výtvarné centrum Chagall, Ostrava, Česko (2005)
- Jan + Karel Saudek, výstava obrazů, Galerie MONA LISA, Olomouc, Česko (2005)
- Jan a Sára Saudkovi, fotografie, Kolín nad Rýnem, Německo (2006)
- Jan a Sára Saudkovi, fotografie a obrazy, Výstavní síň Viléma Wünscheho, Kulturní dům Leoše Janáčka, Havířov-Podlesí, Česko (2006)

## Filmy
- Národ sobě aneb české moře v 18 přílivech
- Kanárská spojka
- Bratři Saudkové
- Jan Saudek – český fotograf
- Fotograf

## Ceny a ocenění
- 1990 – Řád umění a literatury
- 1991 – Cena Higašikawy